# フジコー
株式会社フジコー（FUJI CORPORATION）は、兵庫県伊丹市に本社を置き、不織布・フェルトの製造・販売を手掛けていた企業。日本毛織株式会社（ニッケ）の完全子会社であった。

## 概要

### 前史
1927年、掘抜義太郞が掘抜帽子製造所（掘抜製帽とも）として創業。工場は東洋一の帽子製造工場と呼ばれる規模だった。日中戦争と第二次大戦による戦時体制下では原材料の統制を受け、主力製品は軍用ゲートルの製造へと変わる。戦後、平和産業として再出発を試みたが、占領下で原料の羊毛が輸入できず、配給も滞ったことで1951年に倒産した。

### 富士帽子からフジコーへ
掘抜製帽の再建のため日本勧業銀行が出資し、1951年7月に富士帽子工業株式会社として法人へ改組。主要製品を斜陽化しつつあった帽子からフェルトに切り替え、1956年に工業用フェルト分野に進出。1960年代半ばに合成繊維をフェルト化したニードルパンチカーペットの製造を開始する。一方で祖業の帽子製造も布製やニット帽など多角化を進め、さらにアメリカのバイヤーローリネック社と提携、紳士帽の名門ブランド「ノックス (KNOX) 」の国内生産と輸出を手掛ける。
1970年代に入ると各種産業向けの不織布・フェルトの比重が高まり、総合メーカーとしてフジコーへ商号を変更。高温耐熱成型断熱材やNAS（ナトリウム・硫黄）電池の電極用フェルトといった先端技術分野から、カーペットなどの日常消費財まで各種製品を幅広く手がけている。
ニッケは2021年5月13日に、フジコーを同年9月1日付で簡易株式交換により完全子会社化する事を発表。フジコー株式は同年8月30日に上場廃止となり、フジコーは同年9月1日付でニッケの完全子会社となった。
2024年6月1日付でニッケに吸収合併され、フジコーは解散した。

## 沿革
- 1927年 - 掘抜帽子製造所として兵庫県伊丹町にて創業。
- 1951年
  - 7月6日 - 富士帽子工業株式会社として法人へ改組。
  - 10月 - ウール帽子･帽体、小型平面ファーフェルトの製造を開始。
- 1952年10月 - 東京出張所（現：東京支店）を設置。
- 1964年9月 - ニードルパンチカーペットの製造を開始。
- 1971年3月 - 株式会社フジコーへ商号変更。
- 1980年
  - 3月 - 自動車用カーペットの製造を開始。
  - 6月 - 石岡工場を設置。
- 1983年9月 - 有限会社フジコーサービスを設立。
- 1992年8月 - スパンレースの製造を開始。
- 1995年10月 - 株式を店頭公開（現：JASDAQ）。
- 1999年10月 - 本社を新社屋へ移転。
- 2012年
  - 1月 - 株式会社三和フェルトを子会社化。
  - 7月 - 館林事業所（現 館林工場）を設置。
  - 10月 - 有限会社フジコーサービスを吸収合併。
  - 11月 - 一関工場を設置.
- 2020年
  - 5月14日 - ニッケと資本業務提携を締結[8]。
  - 10月30日 - 一関工場が全焼[9][10]。
- 2021年
  - 1月 - 館林工場を閉鎖[10]。
  - 8月30日 - JASDAQ上場廃止。
  - 9月1日 - 簡易株式交換により、ニッケの完全子会社となる。
- 2022年3月 - 一関工場の操業を再開[11]。
- 2023年12月 - アンビックと経営統合を実施。不織布・フェルト事業をエフアンドエイノンウーブンズ（アンビックから商号変更）に移管[12]。
- 2024年6月1日 - ニッケに吸収合併されて解散[7][13]。

## 事業所
- 本社・本社工場 - 兵庫県伊丹市行基町1-5
- 東京支店 - 東京都台東区蔵前1-2-1
- 石岡工場 - 茨城県石岡市柏原17-2
- 一関工場 - 岩手県一関市東台14-66
- 名古屋営業部 - 愛知県名古屋市千種区桜が丘294番地　第17オオタビル3階B号室
- 仙台営業所 - 宮城県仙台市若林区六丁の目中町21-33
- 福岡営業所 - 福岡県糟屋郡新宮町新宮東1丁目12-22
- 東部物流センター - 茨城県石岡市山崎962-30